# Feliński
Le Feliński (polonais : Kuc Feliński, soit poney de Felin, abrégé kf) est un stud-book de poneys de sport, originaire de Pologne. La race provient d'une sélection effectuée à l'Université des Sciences de la Vie à Lublin (en).

## Histoire
L'abréviation officielle est « kf ». Il existe peu d'information à propos de ces poneys : le Feliński  ne figure ni dans l'étude menée par l'université d'Uppsala, publiée en août 2010 pour la FAO, ni dans la seconde édition de l'ouvrage de l'université d'Oklahoma recensant les races de chevaux (2007), ni dans celui de Delachaux et Niestlé prétendant recenser tous les chevaux du monde (2014), n'étant mentionné que dans l'édition de 2016 de l'encyclopédie de CAB International.
Le nom de cette race provient du lieu où les premiers représentants ont été élevés, la Ferme expérimentale de l'Université des Sciences de la Vie à Lublin (en) - Felin. Le programme d'élevage débute en 1973, avec la naissance de la jument Gracja, qui devient le prototype de la lignée la plus célèbre de poneys Feliński. Le cheptel provient de croisements entre le Konik, le Huçul, l'Arabe, le Malopolski, le Shetland, et le Welsh A. L'équipe du Département des animaux d'élevage à l'Université agricole de Lublin, sous la direction du professeur Ewald Sasimowski qui est à l'origine (1997-2000), est repris dans les années 1990 par le Dr Ryszard Kolstrung, prof. UP, qui le maintient depuis. La fondation de la race date du 16 avril 2012, par le prof. Ewald Sasimowski.

## Description
Selon les règlements de la Polski Związek Hodowców Koni (union polonaise des éleveurs de chevaux), les Feliński ne sont pas une race, mais une population raciale. 
C'est un poney de sport. D'après CAB International, il toise de 1,17 m à 1,48 m en moyenne. 
La robe présente souvent le gène Dun, mais peut aussi être baie, alezane, noire, grise, ou encore isabelle ou palomino.
Ewald Sasimowski exerce également les fonctions de président de l'Association des éleveurs de poneys Feliński (KHKF) à la Lublin Horse Breeders Association. La KHKF rassemble les amateurs de la race, est responsable du développement du programme d'élevage et de la communication avec PZHK. Il est également l'organisateur de des événements autour de l'élevage et de démonstrations de la race.

## Utilisations
Ces poneys sont destinés aux sports équestres.

## Diffusion de l'élevage
La race est propre à la Pologne. En 2010, le cheptel est d'environ 800 chevaux.